# Alfonso Frazer
Alfonso Gerald Frazer (Ciudad de Panamá, 4 de enero de 1948) es un exboxeador panameño, ganador del título de peso wélter ligero de la WBA. Representó a su país en los Juegos Olímpicos de Tokio 1964.

## Carrera profesional
Conocido como "Peppermint", Frazer comenzó su carrera profesional en 1965 y ganó los títulos de peso wélter ligero lineal y de la World Boxing Association al derrotar por decisión a Nicolino Locche en 1972. Perdió el cinturón en su primera defensa por nocaut a manos del colombiano Antonio Cervantes "Kid Pambelé" ese mismo año, y también perdió la revancha a manos de Cervantes por TKO en 1973. Nunca más volvió a disputar un título importante y se retiró en 1981.

## Récord Amateur
| 0 Ganadas (0 knockouts), 1 Derrotas(1 knockouts), 0 Empates |        |                 |      |              |            |                                 |                       |
| Res.                                                        | Récord | Oponente        | Tipo | Round Tiempo | Fecha      | Lugar                           | Notas                 |
| P                                                           | 0-1    | Philip Waruinge | KO   | 1 (3)        | 1964-10-13 | Pabellón Korakuen, Tokio, Japón | Juegos Olímpicos 1964 |

## Récord Profesional
| 43 Ganadas (30 knockouts), 17 Derrotas(11 knockouts), 3 Empates |         |                      |      |              |            |                                                        |                                                     |
| Res.                                                            | Récord  | Oponente             | Tipo | Round Tiempo | Fecha      | Lugar                                                  | Notas                                               |
| P                                                               | 43-17-3 | Ernesto Davis        | UD   | 10 (10)      | 1981-05-02 | Gimnasio Nuevo Panamá, Juan Díaz, Panamá               |                                                     |
| G                                                               | 43-16-3 | Félix Sune           | KO   | 8 (10)       | 1981-04-04 | Gimnasio Nuevo Panamá, Juan Díaz, Panamá               |                                                     |
| P                                                               | 42-16-3 | Miguel Montilla      | TKO  | 9 (10)       | 1980-10-20 | Santo Domingo, República Dominicana                    |                                                     |
| P                                                               | 42-15-3 | Tony Chiaverini      | UD   | 10 (10)      | 1980-03-07 | Municipal Auditorium, Kansas City, Estados Unidos      |                                                     |
| P                                                               | 42-14-3 | Aaron Pryor          | TKO  | 5 (10)       | 1979-10-20 | Riverfront Coliseum, Cincinnati, Estados Unidos        |                                                     |
| P                                                               | 42-13-3 | Tommy Ortiz          | UD   | 10 (10)      | 1979-05-05 | Arena de Colón, Colón, Panamá                          |                                                     |
| P                                                               | 42-13-3 | Tommy Ortiz          | UD   | 10 (10)      | 1979-05-05 | Arena de Colón, Colón, Panamá                          |                                                     |
| P                                                               | 42-12-3 | Zenón Silgado        | KO   | 5 (12)       | 1979-02-10 | Plaza Monumental, Cartagena, Colombia                  | Por el Título Sudamericano Superligero              |
| G                                                               | 42-11-3 | Osvaldo Romero       | UD   | 10 (10)      | 1978-10-21 | Plaza de Toros, Cartagena, Colombia                    |                                                     |
| E                                                               | 41-11-3 | Ariel Maciel         | PTS  | 10 (10)      | 1978-08-10 | Guayaquil, Ecuador                                     |                                                     |
| G                                                               | 41-11-2 | Ramiro Bolaños       | TKO  | 15 (15)      | 1978-06-17 | Quito, Ecuador                                         | Gana el Título Continental Américas Superligero CMB |
| E                                                               | 40-11-2 | Ramiro Bolaños       | TD   | 8 (10)       | 1978-04-29 | Quito, Ecuador                                         |                                                     |
| G                                                               | 40-11-1 | Zenón Silgado        | UD   | 10 (10)      | 1977-08-06 | Gimnasio Nuevo Panamá, Juan Díaz, Panamá               |                                                     |
| G                                                               | 39-11-1 | Pedro Acosta Núñez   | MD   | 10 (10)      | 1977-05-14 | Gimnasio Nuevo Panamá, Juan Díaz, Panamá               |                                                     |
| G                                                               | 38-11-1 | Francisco Martínez   | TKO  | 6 (10)       | 1976-11-20 | Gimnasio Nuevo Panamá, Juan Díaz, Panamá               |                                                     |
| P                                                               | 37-11-1 | Emiliano Villa       | PTS  | 10 (10)      | 1975-10-04 | Barranquilla, Colombia                                 |                                                     |
| G                                                               | 37-10-1 | Rudy Barro           | UD   | 10 (10)      | 1975-06-21 | Gimnasio Nuevo Panamá, Juan Díaz, Panamá               |                                                     |
| G                                                               | 36-10-1 | José Blanco          | TKO  | 2 (10)       | 1975-03-02 | Gimnasio Nuevo Panamá, Juan Díaz, Panamá               |                                                     |
| P                                                               | 35-10-1 | Héctor Thompson      | TKO  | 7 (10)       | 1974-10-25 | Festival Hall, Brisbane, Australia                     |                                                     |
| P                                                               | 35-9-1  | Daniel Aldo González | PTS  | 10 (10)      | 1974-07-13 | Luna Park, Buenos Aires, Argentina                     |                                                     |
| P                                                               | 35-8-1  | Víctor Ortiz         | UD   | 10 (10)      | 1974-05-10 | Coliseo Roberto Clemente, San Juan, Puerto Rico        |                                                     |
| G                                                               | 35-7-1  | Emiliano Villa       | TKO  | 8 (10)       | 1974-03-23 | Coliseo Humberto Perea, Barranquilla, Colombia         |                                                     |
| P                                                               | 34-7-1  | Esteban de Jesús     | KO   | 10 (10)      | 1974-01-07 | Coliseo Roberto Clemente, San Juan, Puerto Rico        |                                                     |
| G                                                               | 34-6-1  | Ray Mercado          | KO   | 2 (10)       | 1973-11-19 | San Juan, Puerto Rico                                  |                                                     |
| G                                                               | 33-6-1  | José Peterson        | KO   | 6 (12)       | 1973-09-08 | Gimnasio Nuevo Panamá, Juan Díaz, Panamá               | Gana el Tituló Fedelatin Superligero AMB            |
| G                                                               | 32-6-1  | Víctor Ortiz         | UD   | 10 (10)      | 1973-07-14 | Coliseo Roberto Clemente, San Juan, Puerto Rico        |                                                     |
| P                                                               | 31-6-1  | Antonio Cervantes    | TKO  | 5 (15)       | 1973-05-19 | Gimnasio Nuevo Panamá, Juan Díaz, Panamá               | Por el Tituló Mundial Superligero AMB               |
| G                                                               | 31-5-1  | Raúl Montoya         | UD   | 10 (10)      | 1973-01-20 | Gimnasio Nuevo Panamá, Juan Díaz, Panamá               |                                                     |
| P                                                               | 30-5-1  | Antonio Cervantes    | KO   | 10 (15)      | 1972-10-28 | Gimnasio Nuevo Panamá, Juan Díaz, Panamá               | Pierde el Tituló Mundial Superligero AMB            |
| G                                                               | 30-4-1  | Juan Corradi         | KO   | 3 (10)       | 1972-09-16 | Gimnasio Nacional, San Salvador, El Salvador           |                                                     |
| G                                                               | 29-4-1  | Carlos Aro           | KO   | 1 (10)       | 1972-09-02 | Gimnasio Nuevo Panamá, Juan Díaz, Panamá               |                                                     |
| G                                                               | 28-4-1  | Al Ford              | TKO  | 5 (10)       | 1972-06-17 | Gimnasio Nuevo Panamá, Juan Díaz, Panamá               |                                                     |
| G                                                               | 27-4-1  | Nicolino Locche      | UD   | 15 (15)      | 1972-03-10 | Gimnasio Nuevo Panamá, Juan Díaz, Panamá               | Gana el Tituló Mundial Superligero AMB              |
| G                                                               | 26-4-1  | Isaac Marín          | TKO  | 8 (10)       | 1971-10-30 | Gimnasio Nacional Eddy Cortés, San José, Costa Rica    |                                                     |
| G                                                               | 25-4-1  | Eddie Linder         | PTS  | 10 (10)      | 1971-07-31 | Gimnasio Nuevo Panamá, Juan Díaz, Panamá               |                                                     |
| G                                                               | 24-4-1  | Eduardo Moreno       | UD   | 10 (10)      | 1971-04-29 | Gimnasio Nacional Eddy Cortés, San José, Costa Rica    |                                                     |
| G                                                               | 23-4-1  | Jaguar Kakizawa      | UD   | 10 (10)      | 1971-03-15 | Gimnasio Nacional Eddy Cortés, San José, Costa Rica    |                                                     |
| G                                                               | 22-4-1  | Arturo Morales       | TKO  | 4 (10)       | 1971-02-18 | Gimnasio Nacional Eddy Cortés, San José, Costa Rica    |                                                     |
| G                                                               | 21-4-1  | Héctor Sánchez       | KO   | 11 (12)      | 1970-11-29 | Gimnasio Neco de la Guardia, Panamá, Panamá            | Retiene el Título Nacional Superpluma CBPP          |
| G                                                               | 20-4-1  | Efrén Jiménez        | TKO  | 6 (10)       | 1970-10-15 | Gimnasio Nacional Eddy Cortés, San José, Costa Rica    |                                                     |
| E                                                               | 19-4-1  | Eddie Blay           | PTS  | 8 (8)        | 1970-06-26 | Palacio de Deportes, Madrid, España                    |                                                     |
| G                                                               | 19-4    | José Baquero         | KO   | 1 (8)        | 1970-06-18 | Pabellón de La Casilla, Bilbao, España                 |                                                     |
| G                                                               | 18-4    | Eugenio Espinoza     | KO   | 8 (10)       | 1970-03-08 | Quito, Ecuador                                         |                                                     |
| G                                                               | 17-4    | Wesley Hines         | KO   | 2 (10)       | 1969-12-21 | Arena de Colón, Colón, Panamá                          |                                                     |
| G                                                               | 16-4    | Antonio Herrera      | KO   | 2 (10)       | 1969-09-21 | Gimnasio Neco de la Guardia, Panamá, Panamá            |                                                     |
| P                                                               | 15-4    | Chango Carmona       | TKO  | 3 (10)       | 1969-07-26 | Arena México, Colonia Doctores, México                 |                                                     |
| G                                                               | 15-3    | Getulio Bruges       | KO   | 2 (10)       | 1969-02-09 | Gimnasio Neco de la Guardia, Panamá, Panamá            |                                                     |
| G                                                               | 14-3    | Julio Ruiz           | TKO  | 10 (12)      | 1968-11-30 | Gimnasio Neco de la Guardia, Panamá, Panamá            | Gana el Título Nacional Superpluma CBPP             |
| G                                                               | 13-3    | Ernesto Ortega       | UD   | 10 (10)      | 1968-09-06 | National Maritime Unión Hall, New York, Estados Unidos |                                                     |
| G                                                               | 12-3    | Juancho Ruiz         | MD   | 10 (10)      | 1967-12-02 | Arena de Colón, Colón, Panamá                          |                                                     |
| P                                                               | 11-3    | Julio Viera          | KO   | 3 (10)       | 1967-06-19 | Nuevo Circo de Caracas, Venezula                       |                                                     |
| P                                                               | 11-2    | Justiniano Aguilar   | TKO  | 9 (12)       | 1966-12-17 | Arena de Colón, Colón, Panamá                          | Por el Título Nacional Superpluma CBPP              |
| G                                                               | 11-1    | Javier Valle         | KO   | 3 (10)       | 1966-10-02 | Arena de Colón, Colón, Panamá                          |                                                     |
| G                                                               | 10-1    | Juancho Ruiz         | KO   | 8 (12)       | 1966-08-28 | Arena de Colón, Colón, Panamá                          |                                                     |
| P                                                               | 9-1     | Luis Patino          | TKO  | 8 (10)       | 1966-06-12 | Gimnasio Neco de la Guardia, Panamá, Panamá            |                                                     |
| G                                                               | 9-0     | Eduardo Frutos       | TKO  | 7 (10)       | 1966-01-29 | Estadio Juan Demóstenes Arosemena, Panamá, Panamá      |                                                     |
| G                                                               | 8-0     | Jerry Powers         | TKO  | 8 (10)       | 1965-11-28 | Arena de Colón, Colón, Panamá                          |                                                     |
| G                                                               | 7-0     | Cruz Arbelo          | KO   | 2 (10)       | 1965-10-17 | Arena de Colón, Colón, Panamá                          |                                                     |
| G                                                               | 6-0     | Eduardo Frutos       | MD   | 8 (8)        | 1965-09-05 | Arena de Colón, Colón, Panamá                          |                                                     |
| G                                                               | 5-0     | Basilio Williams     | KO   | 2 (6)        | 1965-06-19 | Estadio Nacional, Panamá, Panamá                       |                                                     |
| G                                                               | 4-0     | Daniel Hernández     | KO   | 1 (6)        | 1965-06-06 | Arena de Colón, Colón, Panamá                          |                                                     |
| G                                                               | 3-0     | Abelardo Racero      | KO   | 1 (4)        | 1965-05-23 | Arena de Colón, Colón, Panamá                          |                                                     |
| G                                                               | 2-0     | Carlos Mariano       | KO   | 2 (4)        | 1965-04-25 | Arena de Colón, Colón, Panamá                          |                                                     |
| G                                                               | 1-0     | Baby Luis Carlos     | KO   | 1 (4)        | 1965-04-10 | Estadio Nacional, Panamá, Panamá                       |                                                     |